# Okręg wyborczy województwo łódzkie do Senatu Rzeczypospolitej Polskiej (1989–2001)
Okręg wyborczy województwo łódzkie (1989–2001) do Senatu Rzeczypospolitej Polskiej obejmował w latach 1989–2001 obszar województwa łódzkiego. Wybierano w nim 2 senatorów, przy czym w latach 1989–1991 obowiązywała zasada większości bezwzględnej, zaś w latach 1991–2001 większości względnej.
Powstał w 1989 wraz z przywróceniem instytucji Senatu. Zniesiony został w 2001, na jego obszarze utworzono nowe okręgi nr 9 i 11.
Siedzibą okręgowej komisji wyborczej była Łódź.

## Reprezentanci okręgu
| Rok  | Senator komitet wyborczy                | Senator komitet wyborczy                          | Senator komitet wyborczy                          | Senator komitet wyborczy                      |
| ---- | --------------------------------------- | ------------------------------------------------- | ------------------------------------------------- | --------------------------------------------- |
| 1989 |                                         | Jerzy Dietl                                       |                                                   | Cezary Józefiak                               |
| 1991 |                                         | Janusz Baranowski Inicjatywa na rzecz Łodzi       |                                                   | Waldemar Bohdanowicz Wyborcza Akcja Katolicka |
| 1993 |                                         | Zdzisława Janowska Unia Pracy                     |                                                   | Paweł Jankiewicz Sojusz Lewicy Demokratycznej |
| 1997 |                                         | Andrzej Ostoja-Owsiany Akcja Wyborcza Solidarność | Zbigniew Antoszewski Sojusz Lewicy Demokratycznej |                                               |
| 2001 | okręg zniesiony, patrz okręgi nr 9 i 11 | okręg zniesiony, patrz okręgi nr 9 i 11           | okręg zniesiony, patrz okręgi nr 9 i 11           | okręg zniesiony, patrz okręgi nr 9 i 11       |

## Wyniki wyborów
Symbolem „●” oznaczono senatorów ubiegających się o reelekcję.

### Wybory parlamentarne 1989
| Kandydat | I tura  | I tura | II tura | II tura |
| Kandydat | Głosów  | %      | Głosów  | %       |
| --- | ------- | ------ | ------- | ------- |
| Jerzy Dietl | 256 478 | 60,13  | —       | —       |
| Cezary Józefiak                                                                                                 | 202 052 | 47,37  | 204 753 | 58,53   |
| Jan Płócienniczak                                                                                               | 122 693 | 28,77  | 139 686 | 39,93   |
| Karol Głogowski                                                                                                 | 63 455  | 14,88  | —       | —       |
| Lech Sosnowski                                                                                                  | 33 913  | 7,95   | —       | —       |
| Janusz Szosland                                                                                                 | 26 487  | 6,21   | —       | —       |
| Andrzej Królikowski                                                                                             | 16 425  | 3,85   | —       | —       |
| Andrzej Ostoja-Owsiany                                                                                          | 11 551  | 2,71   | —       | —       |
| Edward Bryl | 9991    | 2,34   | —       | —       |
| Jerzy Chojnacki                                                                                                 | 9415    | 2,21   | —       | —       |
| Irena Wieciech                                                                                                  | 9133    | 2,14   | —       | —       |
| Andrzej Pęczak                                                                                                  | 7369    | 1,72   | —       | —       |
| Wacława Rydzyńska                                                                                               | 6576    | 1,54   | —       | —       |
| Bolesław Kardaszewski                                                                                           | 6090    | 1,43   | —       | —       |
| Jacek Michalak                                                                                                  | 4798    | 1,13   | —       | —       |
| Marian Miszalski                                                                                                | 3081    | 0,72   | —       | —       |
| Antoni Szram | 3063    | 0,72   | —       | —       |
| Liczba głosów ważnych: 426 509 (I tura) • 349 847 (II tura) Źródło: Państwowa Komisja Wyborcza I tura i II tura |         |        |         |         |

### Wybory parlamentarne 1991
| Kandydat                                              | Kandydat                    | Komitet wyborczy                                     | Głosów  |
| ----------------------------------------------------- | --------------------------- | ---------------------------------------------------- | ------- |
|                                                       | Janusz Baranowski           | Inicjatywa na rzecz Łodzi                            | 113 568 |
|                                                       | Waldemar Bohdanowicz        | Wyborcza Akcja Katolicka                             | 94 412  |
|                                                       | Andrzej Słowik              | Niezależny Samorządny Związek Zawodowy „Solidarność” | 91 816  |
|                                                       | Teresa Romanowska           | Unia Demokratyczna                                   | 78 055  |
|                                                       | Andrzej Ostoja-Owsiany      | Konfederacja Polski Niepodległej                     | 73 218  |
|                                                       | Wiesław Kaniewski           | Sojusz Lewicy Demokratycznej                         | 55 321  |
|                                                       | Karol Głogowski             | Ruch Wolnych Demokratów                              | 52 851  |
|                                                       | Andrzej Pęczak              | Sojusz Lewicy Demokratycznej                         | 49 964  |
|                                                       | Marek Zirk-Sadowski         | Kongres Liberalno-Demokratyczny                      | 49 247  |
|                                                       | Kinga Wiśniewska-Roszkowska | Stronnictwo Narodowe                                 | 26 044  |
|                                                       | Romuald Wróblewski          | Porozumienie Obywatelskie Centrum                    | 20 519  |
|                                                       | Michał Garczarek            | Porozumienie Obywatelskie Centrum                    | 18 834  |
| Frekwencja: 43,31% Źródło: Państwowa Komisja Wyborcza |                             |                                                      |         |

### Wybory parlamentarne 1993
| Kandydat                                              | Kandydat                   | Komitet wyborczy                                     | Głosów  |
| ----------------------------------------------------- | -------------------------- | ---------------------------------------------------- | ------- |
|                                                       | Zdzisława Janowska         | Unia Pracy                                           | 139 575 |
|                                                       | Paweł Jankiewicz           | Sojusz Lewicy Demokratycznej                         | 104 849 |
|                                                       | Janusz Pieńkowski          | Kongres Liberalno-Demokratyczny                      | 99 457  |
|                                                       | Andrzej Pęczak             | Sojusz Lewicy Demokratycznej                         | 91 581  |
|                                                       | Andrzej Terlecki           | Konfederacja Polski Niepodległej                     | 87 406  |
|                                                       | Maria Sawicka              | Niezależny Samorządny Związek Zawodowy „Solidarność” | 87 103  |
|                                                       | Konrad Garda               | Unia Demokratyczna                                   | 66 951  |
|                                                       | Benedykt Czuma             | Zjednoczenie Chrześcijańsko-Narodowe                 | 51 522  |
|                                                       | Henryk Kurczewski          | Polskie Stronnictwo Ludowe                           | 39 805  |
|                                                       | Izabela Malisiewicz-Gąsior | KW Izabeli Malisiewicz-Gąsior                        | 36 631  |
|                                                       | Jan Czajkowski             | Konwencja Polska                                     | 24 463  |
|                                                       | Janusz Michaluk            | KW Janusza Michaluka                                 | 15 000  |
| Frekwencja: 53,47% Źródło: Państwowa Komisja Wyborcza |                            |                                                      |         |

### Wybory parlamentarne 1997
| Kandydat                                              | Kandydat               | Komitet wyborczy                                                | Głosów  |
| ----------------------------------------------------- | ---------------------- | --------------------------------------------------------------- | ------- |
|                                                       | Andrzej Ostoja-Owsiany | Akcja Wyborcza Solidarność                                      | 131 921 |
|                                                       | Zbigniew Antoszewski   | Sojusz Lewicy Demokratycznej                                    | 126 841 |
|                                                       | Maria Dmochowska       | Unia Wolności                                                   | 112 029 |
|                                                       | Władysław Skwarka      | Sojusz Lewicy Demokratycznej                                    | 98 700  |
|                                                       | Andrzej Słowik         | Ruch Odbudowy Polski                                            | 73 632  |
|                                                       | Zdzisława Janowska●    | KW Zdzisławy Janowskiej                                         | 72 151  |
|                                                       | Waldemar Bohdanowicz   | KW Waldemara Bohdanowicza – PRZYMIERZE ROZTROPNYCH              | 42 451  |
|                                                       | Janusz Pieńkowski      | KW Janusza Pieńkowskiego                                        | 39 273  |
|                                                       | Krzysztof Kubasiewicz  | KW „Parada” Krzysztofa Adama Kubasiewicza Kandydata na Senatora | 31 216  |
|                                                       | Paweł Kucharski        | Krajowa Partia Emerytów i Rencistów                             | 22 919  |
|                                                       | Kazimierz Pasiewicz    | Krajowa Partia Emerytów i Rencistów                             | 18 700  |
|                                                       | Bogusław Dzitko        | KW „DOKTOR DZITKO NA SENATORA”                                  | 16 112  |
| Frekwencja: 50,08% Źródło: Państwowa Komisja Wyborcza |                        |                                                                 |         |